# Nicotinylalkohol
Nicotinylalkohol (auch Pyridylmethanol) ist ein nicht mehr im Handel befindlicher Arzneistoff, der zur Behandlung von Fettstoffwechselstörungen verwendet wurde.

## Klinische Angaben
Der Arzneistoff ist bei Hyperlipoproteinämien des Typs II–V nach Fredrickson angezeigt. Er hat auch eine peripher gefäßerweiternde Wirkung (Vasodilatation).

## Pharmakologische Eigenschaften
Nicotinylalkohol senkt das Gesamtcholesterin, das VLDL-, das LDL-Cholesterin und die Triglyzeride im Blutserum, indem es die Synthese von VLDL vermindert. Er wird in der Leber zu Nicotinsäure oxidiert.